# Huitiupán
Huitiupán est une municipalité du Chiapas, au Mexique. Elle couvre une superficie de 149 km2 et compte 23 172 habitants en 2015.